# Serie Mundial de 2005
La Serie Mundial de 2005 se disputó en octubre de 2005 entre los campeones de las ligas Nacional y Americana de las Grandes Ligas de Béisbol.

## Tabla de resultados
| Liga      | Equipo                    | S. de división            | S. de liga                | Serie Mundial             |
| --------- | ------------------------- | ------------------------- | ------------------------- | ------------------------- |
| Americana | Medias Rojas de Boston    | Medias Blancas de Chicago | Medias Blancas de Chicago | Medias Blancas de Chicago |
| Americana | Medias Blancas de Chicago | Medias Blancas de Chicago | Medias Blancas de Chicago | Medias Blancas de Chicago |
| Americana | Yankees de Nueva York     | Angelinos                 | Medias Blancas de Chicago | Medias Blancas de Chicago |
| Americana | Angelinos de California   | Angelinos                 | Medias Blancas de Chicago | Medias Blancas de Chicago |
| Nacional  | Padres de San Diego       | Cardenales                | Astros                    | Medias Blancas de Chicago |
| Nacional  | Cardenales de San Luis    | Cardenales                | Astros                    | Medias Blancas de Chicago |
| Nacional  | Astros de Houston         | Astros de Houston         | Astros                    | Medias Blancas de Chicago |
| Nacional  | Bravos de Atlanta         | Astros de Houston         | Astros                    | Medias Blancas de Chicago |

## Serie Mundial
La llamada Serie Mundial enfrenta cada año a los equipos campeones de cada liga, y este año a los Medias Blancas de Chicago por la Liga Americana contra los Astros de Houston por la Liga Nacional. Se disputó entre el 22 y el 26 de octubre de 2005.
| Equipos                                     | Resultados                                |
| ------------------------------------------- | ----------------------------------------- |
| Astros de Houston/Medias Blancas de Chicago | Los Medias Blancas ganaron la serie 4 a 0 |

Primer partidoLos Medias Blancas ganan el primer partido contra los Astros cinco carreras por tres. El lanzador ganador fue el cubano José Contreras quien permitió tres carreras en siete entradas mientras que sus oponentes, el lanzador abridor Roger Clemens seguido a partir de la segunda entrada por Wandy Rodríguez permitieron cuatro carreras en cinco entradas. El jardinero derecho Scott Podsednik impulsó una carrera adicional para los Medias Blancas en la octava entrada.
Por los Astros, el novato dominicano Willy Taveras bateó doble al inicio de la octava entrada precipitando la salida de Contreras quien fue relevado por Neal Cotts y Bobby Jenks.
Como dato curioso, a este partido asiste el entonces sacerdote agustiniano Robert Francis Prevost, quien en mayo de 2025 es electo como el PAPA León XIV y casualmente es grabado por la señal oficial de la MLB en las gradas, justo cuando faltaba un out para finalizar el partido.
Segundo partidoLuego que los Astros empataran el juego en la primera parte de la novena entrada a seis carreras, Scott Podsednik bateó jonrón para dejar en el terreno a los Astros con anotación final de siete carreras por seis. Gana el partido el relevista Neal Cotts quien lanzó el último tercio de la novena entrada. La derrota va para el relevista de los Astros Brad Lidge quien permitió el jonrón de Podsednik. Al retirarse el lanzador abridor de los Astros Andy Pettitte dejó ventaja de cuatro carreras por dos, pero los Medias Blancas anotaron cuatro carreras en la séptima entrada tomando la ventaja del partido.
Tercer partidoEn un partido jugado a 14 entradas los Medias Blancas ganan el tercer partido siete carreras por cinco y se colocan a una victoria de ganar la Serie Mundial. Los Astros iniciaron las anotaciones con una carrera en la primera, dos en la tercera y una en la cuarta entrada. En la quinta entrada los Medias Blancas reaccionaron anotando cinco carreras gracias al jonrón de Joe Crede, hits de Tadahito Iguchi y Jermaine Dye y doble de A.J. Pierzynski. En la octava entrada, los Astros empatan con carrera impulsada por Jason Lane y el partido continúa con muchas oportunidades para ambos equipos pero sin anotaciones hasta la entrada 14 cuando Geoff Blum de los Medias Blancas desempata el juego, luego de dos outs, con un jonrón a lo profundo del jardín derecho. Una base por bolas cedida a Chris Widger afianza la diferencia con una carrera adicional. Ganó el relevista dominicano de los Medias Blancas Dámaso Marte y salva el juego Mark Buehrle quien sacó el último out. Pierde el lanzador relevista dominicano Ezequiel Astacio, a quien le anotaron la carrera de la diferencia.
Cuarto partidoDurante las siete primeras entradas los lanzadores abridores, Brandon Backe de los Astros y Freddy Garcia de los Medias Blancas no permitieron carreras. En la octava entrada el relevista de los Astros Brad Lidge permitió la única carrera del encuentro impulsada por Jermaine Dye luego que Backe dejara a Carl Everett en segunda base con un out. El lanzador ganador fue el venezolano Freddy García. Con esta victoria los Medias Blancas se coronan campeones de 2005.
|                                                           |
| Campeón de las Grandes Ligas Chicago White Sox 3.º título |

## Series de liga
Las series de campeonato de liga se disputarán entre el 11 y el 20 de octubre de 2005. Para ganar el campeonato de liga, un equipo debe ganar cuatro partidos.
| Liga      | Equipos                                           | Resultados                                |
| --------- | ------------------------------------------------- | ----------------------------------------- |
| Americana | Angelinos de California/Medias Blancas de Chicago | Los Medias Blancas ganaron la serie 4 a 1 |
| Nacional  | Astros de Houston/Cardenales de San Luis          | Los Astros ganaron la serie 4 a 2         |

## Angelinos de California/Medias Blancas de Chicago
Primer PartidoEl martes 11 se inició la serie a cuatro victorias por el campeonato de la Liga Americana. El equipo de Los Ángeles clasificó justo el día anterior y jugó con este, tres partidos seguidos en tres ciudades ubicadas en tres husos horarios diferentes. El lanzador abridor por los Angelinos fue Paul Byrd quien se mantuvo seis entradas permitiendo dos carreras mientras su equipo anotaba tres. Lo relevaron los lanzadores Scot Shields por dos entradas y el joven venezolano Francisco Rodríguez quienes lograron contener la ofensiva de los Medias Blancas. Por el equipo de Chicago, abrió el lanzador José Contreras quien lanzó ocho entradas y perdió el partido. El resultado final fue de tres carreras por dos.
Segundo partidoLuego de un juego empatado a uno hasta el segundo out del final de la novena entrada, el relevista venezolano Kelvim Escobar de los Angelinos sufrió la derrota del partido luego de haber creído sacar el último out de la entrada ponchando a A.J. Pierzynski. Así no lo vio el árbitro quien consideró que la pelota hizo contacto con el bate y toco tierra, por lo que el out debía completarse en primera. Al no escuchar cantar el out, Pierzynski aprovechó para correr hasta la primera base. Pierzynski es receptor y sabe que en situaciones como esta, el receptor debe lanzar hasta primera para eliminar toda duda, pero ya el equipo de Los Ángeles se retiraba del campo. Esto dio un vuelco a la entrada permitiendo a los Medias Blancas anotar una carrera impulsada por Joe Crede y empatar la serie.
Tercer partidoEl lanzador Jon Garland de los Medias Blancas dominó el partido al sólo permitir dos carreras y cuatro hits completando el segundo partido consecutivo de un lanzador de los Medias Blancas mientras que la ofensiva de Chicago anotaba cinco carreras, tres de ellas desde la primera entrada. Por los Angelinos, un jonrón del colombiano Orlando Cabrera impulsó dos carreras en la sexta entrada. Al final, los Medias Blancas ganaron cinco carreras por dos. Luego de la jugada controversial del partido anterior, el público de Los Ángeles mostró hostilidad hacia los árbitros y hacia A.J. Pierzynski.
Cuarto partidoEl lanzador venezolano Freddy Gracía se apuntó la tercera victoria de esta serie para los Medias Blancas ocho carreras por dos. Al igual que sus compañeros de equipo Mark Buehrle y Jon Garland, lanzó el partido completo. García celebraba así el nacimiento de su hija el miércoles anterior. El lanzador perdedor fue el dominicano Ervin Santana quien lanzó cuatro entradas y un tercio permitiendo seis carreras.
Quinto partidoPor primera vez desde 1959 los Medias Blancas ganan la serie de campeonato de la Liga Americana gracias a la cuarta victoria lograda por el equipo y su lanzador, el cubano José Contreras quien lanzó logró la cuarta victoria sin relevo seguida para su equipo con anotación final de seis carreras por tres. Los Angelinos estuvieron adelante en la quinta entrada dos carreras a uno, pero no lograron mantener esa ventaja sino hasta la séptima entrada cuando se empató el juego. Otras tres carreras en las últimas dos entradas sellaron la victoria del equipo dirigido estos últimos dos años por el venezolano Oswaldo Guillén.

## Astros de Houston/Cardenales de San Luis
Primer partidoUn jonrón de dos carreras de Reggie Sanders y la actuación del lanzador Chris Carpenter fueron factores decisivos en la victoria de los Cardenales cinco carreras por tres. Jason Isringhausen relevó a Carpenter en la última entrada, permitiendo una sola carrera y anotándose un juego salvado.
Segundo partidoEl lanzador Roy Oswalt de los Astros logró contener la ofensiva de los Cardenales y se adjudica la victoria cuatro carreras por una. La única carrera de los Cardenales se debió a un jonrón del dominicano Albert Pujols. El joven jardinero de los Astros, Chris Burke nuevamente destacó en la ofensiva anotando dos carreras e impulsando una.
Tercer partidoAl ganar cuatro carreras a tres, los Astros toman la delantera en la Serie de Campeonato de la Liga Nacional. El lanzador Roger Clemens permite dos carreras mientras los Astros anotan cuatro y es relevado por Chad Qualls y Brad Lidge quienes mantienes la ventaja permitiendo sólo una carrera adicional. Por San Luis, el lanzador perdedor fue Matt Morris quién permitió cuatro carreras en cinco entradas y un tercio.
Cuarto partidoLos Astros quedan a una victoria de ganar el campeonato de la Liga Americana al ganar a los Cardenales dos carreras a una. Los lanzadores abridores Jeff Suppan por los Cardenales y Brandon Backe por los Astros. Ambos salieron del partido en la sexta entrada cuando el juego estaba empatado a una carrera. Ganó el relevista Chad Qualls con juego salvado para Brad Lidge y perdió Jason Marquis, quien permitió que los Astros anotaran una carrera en la séptima entrada.
Quinto partidoLos Cardenales logran reducir la ventaja de los Astros al ganar el quinto partido cinco carreras a cuatro. Los Astros ganaban el partido hasta el principio de la novena entrada, en parte gracias al jonrón de Lance Berkman con dos hombres en las bases, pero los Cardenales anotaron tres carreras impulsadas por el dominicano Albert Pujols obteniendo la victoria.
Sexto partidoLos Astros irán a su primera Serie Mundial desde su creación en 1962. El lanzador Roy Oswalt contuvo la ofensiva de los Cardenales permitiendo una sola carrera y tres hits mientras su equipo anotaba cinco carreras y ganaba cinco carreras a uno. Con este partido se despiden los Cardenales del Estadio Busch que será demolido en unos días.

## Series de división
Las series de división se disputaron entre el 3 y el 10 de octubre de 2005. Para ganar la serie era necesario ganar tres partidos. Dos series se decidieron en tres partidos, una en cuatro partidos y una en cinco partidos.
| Liga      | Equipos                                          | Resultados                                         |
| --------- | ------------------------------------------------ | -------------------------------------------------- |
| Americana | Medias Rojas de Boston/Medias Blancas de Chicago | Los Medias Blancas ganaron la serie 3 partidos a 0 |
| Americana | Yankees de Nueva York/Angelinos de California    | Los Angelinos ganaron la serie 3 partidos a 2      |
| Nacional  | Padres de San Diego/Cardenales de San Luis       | Los Cardenales ganaron la serie 3 partidos a 0     |
| Nacional  | Astros de Houston/Bravos de Atlanta              | Los Astros ganaron la serie 3 partidos a 1         |

### Medias Rojas de Boston/Medias Blancas de Chicago
Primer partidoEl lanzador cubano José Contreras ganó confortablemente permitiendo dos carreras mientras su equipo se lucía en la ofensiva desde la primera entrada, con un total de cinco jonrones. El equipo dirigido por Oswaldo Guillén no ganaba un partido de postemporada desde 1959.
Segundo partidoA los Medias Blancas de Chicago les falta una victoria para disputar la final de la Liga Americana luego de vencer a los Medias Rojas de Boston cinco carreras por cuatro. Boston abrió el marcador con cuatro carreras en las tres primeras entradas, pero en una explosión ofensiva de Chicago, que incluyó tres carreras impulsadas por un jonrón de Tadahito Iguchi, los Medias Blancas tomaron la delantera con cinco carreras. Esta es la primera temporada de Iguchi en las Grandes Ligas. Anteriormente jugó ocho temporadas en la liga profesional de Japón.
Tercer partidoEl viernes 7 de octubre los Medias Blancas ganaron su tercer partido seguido contra los Medias Rojas, campeones de 2004. Es la primera vez desde 1917 que los Medias Blancas ganan una serie de postemporada. Se enfrentaran con el ganador de la serie entre Nueva York y Los Ángeles por el título de la Liga Americana.
Los Medias Blancas iniciaron las anotaciones en la tercera entrada con dos carreras, pero los Medias Rojas empataron en la cuarta entrada gracias a dos Jonrones. En la sexta entrada los Medias Rojas picaron nuevamente adelante con dos carreras y ya no pudieron ser alcanzados por los Medias Rojas, quienes anotaron sólo una carrera más en esa misma entrada. En la última entrada, los Medias Blancas sellaron su victoria con una última carrera dejando el resultado en cinco carreras a tres. El lanzador ganador fue el venezolano Freddy García y el perdedor fue Tim Wakefield.

### Yankees de Nueva York/Angelinos de California
Primer partidoLos Yankees obtuvieron una ventaja definitiva en las dos primeras entradas al anotarle cuatro carreras al lanzador dominicano Bartolo Colón. Por su parte, el lanzador de los Yankees Mike Mussina logró contener la ofensiva de los Angelinos con relevo del panameño Mariano Rivera.
Segundo partidoEn este partido los Yankees iniciaron la ofensiva con carreras en la segunda y quinta entrada, pero los Angelinos respondieron anotando carreras en todas las entradas a partir de la quinta y se adjudicaron la victoria cinco carreras por tres. Un error del tercera base de Nueva York Alex Rodríguez permitió que se anotara la carrera del empate, tras lo cual Los Ángeles aprovechó cada oportunidad para anotar carreras.
Tercer partidoEl viernes 7, los Angelinos tomaron ventaja en su serie contra los Yankees al ganarles once carreras por siete. Anotando tres carreras en la primera entrada el equipo de Los Ángeles puso el tono del encuentro, llevando la diferencia hasta cinco carreras en la tercera entrada. La reacción del equipo de Nueva York llegó en la cuarta y quinta entrada cuando anotaron seis carreras, tomando ventaja de una carrera. Sin embargo, los Angelinos respondieron desde la entrada siguiente marcando seis carreras en tres entradas. Una última anotación al final del noveno no le permitió a los Yankees remontar la diferencia, perdiendo once a siete. El lanzador ganador fue Scot Shields quien entró al final de la cuarta entrada y lanzó durante dos entradas. La derrota se le cuenta al lanzador Aaron Small quien entró en la cuarta entrada y lanzó dos entradas y dos tercios permitiendo la carrera de la ventaja.
Cuarto partidoEl sábado 8 el partido pautado debió suspenderse por lluvia. El domingo 9 los yankees igualaron la serie al ganar tres carreras a dos. Los Angelinos iniciaron las anotaciones en la sexta entrada con dos carreras pero los Yankees respondieron en el cierre de la entrada anotando una carrera y dos más en la séptima entrada. Ganó el lanzador relevista Al Leiter quien entró en medio de la séptima entrada y no permitió carreras. Por el equipo de Los Ángeles, la derrota va para el lanzador relevista Scot Shields quien sólo permaneció en el juego dos tercios de entrada. La serie empatada, se reanudará la noche del lunes 8 en Los Ángeles.
Quinto partidoEl lanzador abridor de los Angelinos fue el dominicano Bartolo Colón, pero debió retirarse rápidamente del partido debido a una lesión. Lo remplazó el lanzador novato dominicano Ervin Santana quien mostró nerviosismo al principio, pero luego se afianzó y contuvo al equipo de Nueva York, ganando el partido. Lo relevaron los lanzadores venezolanos Kelvim Escobar y Francisco Rodríguez. El lanzador perdedor fue el abridor de los Yankees Mike Mussina. Fueron los Yankees quienes iniciaron las anotaciones con dos carreras al principio de la segunda entrada. Los Angelinos respondieron con tres carreras en la misma entrada y dos en la siguiente. Nueva York anotó nuevamente una carrera en la octava entrada y en la última entrada había dos hombres colocados en bases, pero no logró concretar anotaciones. El resultado final favoreció a los Angelinos cinco carreras por tres.
Los Yankees son el equipo con mayor presupuesto en las Grandes Ligas de Béisbol y uno de sus mejores jugadores es Alex Rodríguez, pero en esta serie no logró ayudar a su equipo a ganar los partidos necesarios. En la última entrada de este partido, bateó para dos outs, justo antes de la última ofensiva de los yankees para intentar igualar las anotaciones.

### Padres de San Diego/Cardenales de San Luis
Primer partidoCon seis carreras impulsadas Reggie Sanders impone nuevo récord de postemporada en la Liga Nacional. El lanzador Chris Carpenter de San Luis lanzó las seis primeras entradas sin permitir carreras y se adjudica la victoria. Los Padres lucharon hasta el final logrando cinco carreras en las últimas tres entradas, pero cayeron finalmente 8 a 5.
Segundo partidoLos Padres de San Diego batearon 10 hits pero solo concretaron dos anotaciones contra los Cardenales de San Luis, quienes con 6 hits anotaron seis carreras. El lanzador Mark Mulder sólo permitió dos carreras y se adjudica la victoria. El lanzador perdedor fue el dominicano Pedro Astacio. Con este resultado, los Padres quedan a un juego de ser eliminados.
Tercer partidoEl domingo 9 los Cardenales barrieron de la serie a los Padres ganando el tercer juego consecutivo, con victoria del lanzador Matt Morris contra Woody Williams de los Padres. Los Cardenales iniciaron la ofensiva con cinco carreras en las primeras dos entradas, ventaja que no pudo ser remontada por los Padres, quienes anotaron en total cuatro carreras terminando el partido siete carreras por cuatro. Los Padres no fueron rivales para los Cardenales en esta serie, en ningún momento tuvieron ventaja ofensiva y sus lanzadores abridores no duraron muchas entradas.

### Astros de Houston/Bravos de Atlanta
Primer partidoUna fuerte ofensiva de los Astros desde la primera entrada. Al lanzador abridor de los Bravos, Tim Hudson le anotaron cinco carreras en seis entradas y dos tercios. Por su parte el lanzador de los Astros Andy Pettitte, luego de recibir dos jonrones logró contener la ofensiva de los Bravos durante siete entradas y se adjudica la victoria.
Segundo partidoGracias a un espectacular jonrón del novato Brian McCann, que impulsó tres carreras en su primer turno al bate, los Bravos de Atlanta tomaron una ventaja en el partido que resultó decisiva, ganando siete carreras por uno a los Astros de Houston. El veterano lanzador Roger Clemens no pudo contener la ofensiva de los Bravos. El lanzador ganador fue John Smoltz quien sólo permitió una carrera en la primera entrada.
Tercer partidoEl 9 de octubre la serie se reanudó en Houston donde los Astros ganaron a los Bravos siete carreras por tres. El lanzador de los Astros, Roy Oswalt lanzó hasta la octava entrada manteniendo la ventaja de carreras de su equipo. El lanzador perdedor fue el dominicano Jorge Sosa quien permitió tres carreras y siete hits en seis entradas. La asistencia al juego fue de 43.759 espectadores.
Cuarto partidoEl 10 de octubre, luego de 14 horas de descanso se disputó el último partido de la serie que resultó ser también el más largo puesto que un empate en la novena entrada se mantuvo hasta la entrada 18, cuando un jonrón de Chris Burke dejó en el terreno y fuera de las finales a los Bravos. Hasta la quinta entrada eran los Bravos quienes ganaban cinco carreras a una y al principio de la octava entrada subieron a seis contra una, pero en las siguientes dos entradas los Astros empataron gracias a un jonrón con las bases llenas de Lance Berkman en la octava entrada y un jonrón de Brad Ausmus con ya dos outs en la novena entrada. A partir de allí el empate se mantuvo hasta la entrada 18 cuando los Astros lograron anotar. El lanzador ganador fue Roger Clemens a quien debió recurrir el equipo de los Astros para apoyar a la defensa.

## Noticias
- Noticias sobre béisbol en Wikinoticias